# アビジット・V・バナジー
アビジット・ヴィナヤック・バナジー（Abhijit Vinayak Banerjee; অভিজিৎ বন্দ্যোপাধ্যায়. 1961年2月21日 - ）は、インド・コルカタ生まれの経済学者。マサチューセッツ工科大学（MIT）で経済学のフォード財団国際教授を務める。2019年にノーベル経済学賞を受賞した。
バナジーは、2003年にアブドゥル・ラティフ・ジャミール貧困アクションラボ（略称はJ-PAL）を、同じく経済学者で後に配偶者ともなるエスター・デュフロや、センディール・ムライナサンと共同で創設した。また、貧困行動革新（Innovations for Poverty Action）という団体の研究アフィリエイト、および金融システムと貧困に関するコンソーシアムのメンバーである。

## 略歴
バナジーは、ともに学者であるNirmala Banerjee（旧姓Patanka）とDipak Banerjeeの間に生まれた。彼はSouth Point Schoolを卒業後、コルカタ大学で1981年に経済学の学士号を取得した後、1983年にデリーのジャワハルラール・ネルー大学で経済学修士号を取得した。1988年にハーバード大学から経済学のPh.D.を取得。論文の主題は「情報経済学の試論(essay)」であった。1992年に、MIT准教授、1996年から教授を務めている。
開発経済分析研究所（BREAD Bureau for Research and Economic Analysis of Development）元所長、全米経済研究所（National Bureau of Economic Research, NBER）の研究員、CEPR研究フェロー、ドイツのキール世界経済研究所国際研究フェロー、アメリカ芸術科学アカデミーおよびEconometric Society（計量経済学会）のフェロー、グッゲンハイム・フェロー、アルフレッド・P・スローン財団のフェローを歴任した。 

## 研究
彼の研究は開発経済学に焦点を当てている。エスター・デュフロ、マイケル・クレーマー、ジョン・A・リスト、およびセンディール・ムライナサンらと、ランダム化比較試験を経済学の因果関係を発見するための重要な方法論として提案した。
彼は2004年にアメリカ芸術科学アカデミーのフェローに選出され、また、社会科学部門の経済学部門で2009年のインフォシス賞を受賞した。2013年には、当時の国際連合事務総長の潘基文（パン・ギムン）より、2015年（満了日）以降にミレニアム開発目標を更新する専門家委員会に任命された。彼は"Poor Economics"（2011年）の共著者である。